# Copa del Rey 2014/15
Die Copa del Rey 2014/15 war die 111. Austragung des spanischen Fußballpokals.
Der Wettbewerb startete im August 2014 und endete mit dem Finale am 30. Mai 2015. Titelverteidiger des Pokalwettbewerbs war Real Madrid. Der Pokalsieger erhält einen direkten Startplatz für die Gruppenphase der Europa League 2015/16.

## Teilnehmende Mannschaften
| Primera División 20 Vereine der Saison 2013/14 | Segunda División 20 Vereine der Saison 2013/141 | Segunda División B 25 Vereine, die in der Saison 2013/14 in den vier Gruppen unter den ersten fünf platziert waren und die fünf folgenden Mannschaften mit den meisten Punkten2 | Tercera División die 18 Meister der Tercera División 2013/143 |
| Atlético Madrid FC Barcelona Real Madrid Athletic Bilbao FC Sevilla FC Villarreal Real Sociedad FC Valencia Celta Vigo Levante UD FC Málaga Rayo Vallecano FC Getafe Espanyol Barcelona FC Granada FC Elche UD Almería CA Osasuna Real Valladolid Betis Sevilla | SD Eibar Deportivo La Coruña Real Murcia Sporting Gijón UD Las Palmas FC Córdoba Recreativo Huelva AD Alcorcón CE Sabadell CD Teneriffa CD Lugo CD Numancia Real Saragossa FC Girona SD Ponferradina RCD Mallorca Deportivo Alavés CD Mirandés Real Jaén Hércules Alicante | - Gruppe 1 Racing de Ferrol Real Avilés CD Guijuelo Real Oviedo Club Marino de Luanco § Zamora CF‡ - Gruppe 2 Sestao River Club CD Leganés CD Toledo CF Fuenlabrada† SD Huesca† FC Barakaldo‡ SD Amorebieta‡ - Gruppe 3 UE Llagostera CE l’Hospitalet Club Lleida Esportiu Gimnàstic de Tarragona CD Atlético Baleares CD Alcoyano‡ - Gruppe 4 Albacete Balompié La Hoya Lorca CF FC Cartagena FC Cádiz CD Guadalajara Real Linense‡ | - Gruppe 1 UD Somozas - Gruppe 2 CD Lealtad - Gruppe 3 Gimnástica de Torrelavega - Gruppe 4 SD Leioa - Gruppe 5 UE Cornellà - Gruppe 6 CD Eldense - Gruppe 7 CF Trival Valderas Alcorcón - Gruppe 8 Atlético Astorga† - Gruppe 9 UD Marbella - Gruppe 10 CD San Roque de Lepe† - Gruppe 11 SCR Peña Deportiva† - Gruppe 12 Atlético Granadilla - Gruppe 13 UCAM Murcia CF - Gruppe 14 CF Villanovense - Gruppe 15 CD Izarra - Gruppe 16 CD Varea - Gruppe 17 CD Teruel† - Gruppe 18 CD Puertollano |

1 FC Barcelona B und Real Madrid Castilla als B-Mannschaften nicht teilnahmeberechtigt

2 unter Ausschluss von B-Mannschaften

3 wird eine B-Mannschaft Meister, rückt automatisch die bestplatzierte A-Mannschaft der jeweiligen Liga nach

§ Club Marino de Luanco erhält Teilnahmeberechtigung, nachdem Racing Santander von diesjähriger Ausgabe des Wettbewerbs gesperrt wurden, weil ihre Spieler das Viertelfinale-Rückspiel gegen Real Sociedad wegen ausstehender Gehaltszahlungen boykottierten.

† für eine B-Mannschaft nachgerückt

‡ als Punktbester qualifiziert

## Modus
Das Turnier wird im K.-o.-System ausgespielt. Gespielt wird in den ersten drei Runden nur in einem Spiel – bei Unentschieden wird mit Verlängerung, ggf. Elfmeterschießen eine Entscheidung gesucht. Ab der Runde der letzten 32 werden die Duelle in Hin- und Rückspiel ausgetragen. In der Copa del Rey gelten die gleichen Regeln wie bei UEFA-Wettbewerben (Auswärtstorregel). Das Finale wird in einem Spiel ausgetragen, der Sieger bei Unentschieden durch Verlängerung bzw. Elfmeterschießen gesucht.
Für die Qualifikation zur Copa del Rey ist die Vorsaison, bei den Auslosungen ist die Ligazugehörigkeit der aktuellen Saison maßgeblich.
Nachwuchs- und Reservemannschaften von Vereinen, die auch in der Copa del Rey spielberechtigt sind, sind nicht zugelassen.
Einige Mannschaften sind von bestimmten Runden freigestellt:
- In der ersten Hauptrunde spielen die Mannschaften der Tercera División und der Segunda División B.
- In der zweiten Hauptrunde stoßen die Mannschaften der Segunda División zu den Clubs der Segunda División B und Tercera División hinzu.
- In der dritten Hauptrunde spielen diese Teams die Gegner der Erstligisten aus.
- In der Runde der letzten 32 kommen die Mannschaften der Primera División hinzu.
- In der Copa del Rey wird mit Freilosen in den ersten Runden gearbeitet, um auf eine gerade Anzahl an Teilnehmern zu kommen.

## Erste Hauptrunde
Zur ersten Hauptrunde des Wettbewerbes waren 36 Mannschaften, die in der Saison 2013/14 in der Segunda División B und der Tercera División spielen, qualifiziert. Die Auslosung fand am 31. Juli 2014 wie alle weiteren Auslosungen auch in der Ciudad del Fútbol in Las Rozas de Madrid statt. Es wurden 18 Paarungen ausgelost und sieben Freilose vergeben. Dabei wurden auch die Paarungen für die zweite Hauptrunde bestimmt.
Die Spiele wurden am 3. September 2014 ausgetragen.
|                           | Ergebnis              |                             |
| ------------------------- | --------------------- | --------------------------- |
| Racing de Ferrol          | 5:1                   | Atlético Astorga            |
| UD Somozas                | 3:0                   | CD Varea                    |
| Gimnástica de Torrelavega | 1:2                   | CD Lealtad                  |
| Real Avilés               | 0:0 n. V. (4:2 i. E.) | Club Marino de Luanco       |
| FC Barakaldo              | 3:0                   | CF Trival Valderas Alcorcón |
| SD Leioa                  | 1:0                   | Sestao River Club           |
| CD Izarra                 | 1:0                   | Atlético Granadilla         |
| CD Puertollano            | 0:3                   | CD Teruel                   |
| SD Huesca                 | 2:1 n. V.             | CD Toledo                   |
| Gimnàstic de Tarragona    | 0:0 n. V. (5:3 i. E.) | CD Atlético Baleares        |
| CD Alcoyano               | 1:1 n. V. (9:8 i. E.) | SCR Peña Deportiva          |
| Hércules Alicante         | 2:2 n. V. (3:4 i. E.) | CD Eldense                  |
| CD San Roque de Lepe      | 0:3                   | FC Cádiz                    |
| UD Marbella               | 0:1                   | Real Linense                |
| FC Cartagena              | 0:1                   | UCAM Murcia CF              |
| La Hoya Lorca CF          | 2:2 n. V. (1:3 i. E.) | CF Villanovense             |
| Real Oviedo               | 4:0                   | SD Amorebieta               |
| UE Cornellà               | 0:0 n. V. (4:3 i. E.) | Real Jaén                   |

Freilose: CE l’Hospitalet, CD Guadalajara, CF Fuenlabrada, Zamora CF, Club Lleida Esportiu, CD Mirandés, CD Guijuelo

## Zweite Hauptrunde
In der zweiten Hauptrunde traten die Mannschaften aus der Segunda División dem Wettbewerb bei.
Die Spiele wurden zwischen dem 9. und 11. September 2014 ausgetragen.
|                      | Ergebnis              |                        |
| -------------------- | --------------------- | ---------------------- |
| CD Mirandés          | 4:1                   | Racing de Ferrol       |
| CD Guijuelo          | 0:1                   | CE l’Hospitalet        |
| Club Lleida Esportiu | 3:0                   | CD Guadalajara         |
| CD Alcoyano          | 1:0                   | Gimnàstic de Tarragona |
| CF Villanovense      | 2:2 n. V. (3:4 i. E.) | SD Huesca              |
| SD Leioa             | 2:0                   | CD Teruel              |
| FC Cádiz             | 2:1                   | CD Lealtad             |
| Real Linense         | 4:1                   | CF Fuenlabrada         |
| CD Izarra            | 3:1 n. V.             | UD Somozas             |
| Real Avilés          | 0:1                   | FC Barakaldo           |
| UE Cornellà          | 3:2                   | Zamora CF              |
| UCAM Murcia CF       | 1:1 n. V. (3:2 i. E.) | CD Eldense             |
| Sporting Gijón       | 1:3                   | Real Valladolid        |
| Betis Sevilla        | 2:0                   | UE Llagostera          |
| Recreativo Huelva    | 2:1                   | SD Ponferradina        |
| Deportivo Alavés     | 2:0 n. V.             | CA Osasuna             |
| FC Girona            | 0:0 n. V. (6:5 i. E.) | CD Teneriffa           |
| RCD Mallorca         | 0:2                   | UD Las Palmas          |
| Real Murcia          | 1:2                   | CE Sabadell            |
| CD Lugo              | 1:0                   | AD Alcorcón            |
| Albacete Balompié    | 1:0                   | Real Saragossa         |
| CD Leganés           | 1:1 n. V. (1:4 i. E.) | CD Numancia            |

Freilos: Real Oviedo

## Dritte Hauptrunde
Die Auslosung fand am 22. September 2014 statt. Die Spiele werden zwischen dem 14. und 16. Oktober 2014 ausgetragen.
|                   | Ergebnis              |                      |
| ----------------- | --------------------- | -------------------- |
| CE l’Hospitalet   | 3:2                   | CD Izarra            |
| UE Cornellà       | 2:1                   | SD Leioa             |
| Real Linense      | 1:2                   | FC Cádiz             |
| CD Alcoyano       | 1:0                   | Club Lleida Esportiu |
| Real Oviedo       | 1:0 n. V.             | UCAM Murcia CF       |
| SD Huesca         | 2:1 n. V.             | FC Barakaldo         |
| Real Valladolid   | 2:0                   | FC Girona            |
| UD Las Palmas     | 2:0                   | CD Numancia          |
| Albacete Balompié | 2:1                   | Recreativo Huelva    |
| Betis Sevilla     | 0:0 n. V. (5:4 i. E.) | CD Lugo              |
| CD Mirandés       | 0:1                   | Deportivo Alavés     |

Freilos: CE Sabadell

## Runde der letzten 32
In der Runde der letzten 32 stießen zu den elf Siegern aus den Partien der dritten Hauptrunde und eine Mannschaft, welche ein Freilos erhielt, die Teams aus der Primera División.
Die Auslosung findet im Oktober 2014 mit fünf Lostöpfen statt.
| Topf 1 (Segunda División B)                                                        | Topf 2 (Champions League)                                | Topf 3 (Europa League)                 | Spezialtopf 1 (Segunda División)                                               | Spezialtopf 2 (Primera División) |
| ---------------------------------------------------------------------------------- | -------------------------------------------------------- | -------------------------------------- | ------------------------------------------------------------------------------ | --- |
| CD Alcoyano FC Cádiz UE Cornellà CE l’Hospitalet SD Huesca Real Oviedo CE Sabadell | Atlético Madrid FC Barcelona Real Madrid Athletic Bilbao | FC Sevilla FC Villarreal Real Sociedad | Deportivo Alavés Albacete Balompié Betis Sevilla UD Las Palmas Real Valladolid | UD Almería Celta Vigo FC Córdoba Deportivo La Coruña SD Eibar FC Elche Espanyol Barcelona FC Getafe FC Granada UD Levante FC Málaga Rayo Vallecano FC Valencia |

Zunächst wurde den Mannschaften in Topf 1 ein Gegner aus Topf 2 zugelost, den verbleibenden Mannschaften aus Topf 1 dann ein Gegner aus Topf 3. Danach wurde den Mannschaften aus Spezialtopf 1 ein Gegner aus Spezialtopf 2 zugelost und anschließend wurden die Paarungen aus den übrigen Vereinen der Primera División ermittelt.
Die Hinspiele wurden am 29. Oktober und 3. Dezember ausgetragen, die Rückspiele zwischen dem 3. und 17. Dezember 2014.
|                     | Gesamt    |                    | Hinspiel | Rückspiel |
| ------------------- | --------- | ------------------ | -------- | --------- |
| SD Huesca           | 1:12      | FC Barcelona       | 0:4      | 1:8       |
| UE Cornellà         | 1:9       | Real Madrid        | 1:4      | 0:5       |
| CE l’Hospitalet     | 2:5       | Atlético Madrid    | 0:3      | 2:2       |
| CD Alcoyano         | 1:2       | Athletic Bilbao    | 1:1      | 0:1       |
| FC Cádiz            | 1:5       | FC Villarreal      | 1:2      | 0:3       |
| Real Oviedo         | 0:2       | Real Sociedad      | 0:0      | 0:2       |
| CE Sabadell         | 2:11      | FC Sevilla         | 1:6      | 1:5       |
| Deportivo Alavés    | 0:3       | Espanyol Barcelona | 0:2      | 0:1       |
| Albacete Balompié   | (a)1:1(a) | Levante UD         | 1:1      | 0:0       |
| UD Las Palmas       | 3:4       | Celta Vigo         | 2:1      | 1:3       |
| Betis Sevilla       | 4:6       | UD Almería         | 3:4      | 1:2       |
| Real Valladolid     | 0:1       | FC Elche           | 0:0      | 0:1       |
| Rayo Vallecano      | 5:6       | FC Valencia        | 1:2      | 4:4       |
| FC Getafe           | 5:1       | SD Eibar           | 3:0      | 2:1       |
| FC Granada          | 2:1       | FC Córdoba         | 1:0      | 1:1       |
| Deportivo La Coruña | 2:5       | FC Málaga          | 1:1      | 1:4       |

## Achtelfinale
Die Hinspiele wurden zwischen dem 7. und 9. Januar, die Rückspiele vom 14. bis 16. Januar 2015 ausgetragen.
|                 | Gesamt    |                    | Hinspiel | Rückspiel |
| --------------- | --------- | ------------------ | -------- | --------- |
| FC Valencia     | 2:3       | Espanyol Barcelona | 2:1      | 0:2       |
| FC Barcelona    | 9:0       | FC Elche           | 5:0      | 4:0       |
| Atlético Madrid | 4:2       | Real Madrid        | 2:0      | 2:2       |
| Celta Vigo      | (a)4:4(a) | Athletic Bilbao    | 2:4      | 2:0       |
| FC Málaga       | 4:3       | Levante UD         | 2:0      | 2:3       |
| FC Granada      | 1:6       | FC Sevilla         | 1:2      | 0:4       |
| FC Villarreal   | 3:2       | Real Sociedad      | 1:0      | 2:2       |
| UD Almería      | 1:2       | FC Getafe          | 1:1      | 0:1       |

## Viertelfinale
Die Hinspiele wurden zwischen dem 21. und 23. Januar, die Rückspiele vom 28. bis 30. Januar 2015 ausgetragen.
|                    | Gesamt |                 | Hinspiel | Rückspiel |
| ------------------ | ------ | --------------- | -------- | --------- |
| FC Villarreal      | 2:0    | FC Getafe       | 1:0      | 1:0       |
| FC Málaga          | 0:1    | Athletic Bilbao | 0:0      | 0:1       |
| Espanyol Barcelona | 3:2    | FC Sevilla      | 3:1      | 0:1       |
| FC Barcelona       | 4:2    | Atlético Madrid | 1:0      | 3:2       |

## Halbfinale
Die Hinspiele wurden am 11. Februar, die Rückspiele am 4. März 2015 ausgetragen.
|                 | Gesamt |                    | Hinspiel | Rückspiel |
| --------------- | ------ | ------------------ | -------- | --------- |
| Athletic Bilbao | 3:1    | Espanyol Barcelona | 1:1      | 2:0       |
| FC Barcelona    | 6:2    | FC Villarreal      | 3:1      | 3:1       |

## Finale
| Athletic Bilbao                                          | Athletic Bilbao | FC Barcelona | FC Barcelona | Aufstellung                                    |
| -------------------------------------------------------- | --- | --- | ------------ | ---------------------------------------------- |
| Athletic Bilbao                                          | \| 30. Mai 2015 um 21:30 (MESZ) Uhr in Barcelona (Camp Nou) \| \| Ergebnis: 1:3 (0:2) \| \| Zuschauer: 97.000 \| \| Schiedsrichter: Carlos Velasco Carballo \|                                                                                                | \| 30. Mai 2015 um 21:30 (MESZ) Uhr in Barcelona (Camp Nou) \| \| Ergebnis: 1:3 (0:2) \| \| Zuschauer: 97.000 \| \| Schiedsrichter: Carlos Velasco Carballo \|                                                                            | FC Barcelona | Aufstellung Athletic Bilbao gegen FC Barcelona |
| Athletic Bilbao                                          | Iago Herrerín – Unai Bustinza, Xabier Etxeita, Aymeric Laporte, Mikel Balenziaga – Mikel San José, Mikel Rico (74. Ander Iturraspe) – Andoni Iraola (58. Markel Susaeta), Beñat (75. Ibai Gómez), Iñaki Williams – Aritz Aduriz Cheftrainer: Ernesto Valverde | Marc-André ter Stegen – Dani Alves, Gerard Piqué, Javier Mascherano, Jordi Alba (77. Jérémy Mathieu) – Ivan Rakitić, Sergio Busquets, Andrés Iniesta (54. Xavi) – Lionel Messi, Luis Suárez (78. Pedro), Neymar Cheftrainer: Luis Enrique | FC Barcelona | Aufstellung Athletic Bilbao gegen FC Barcelona |
| Athletic Bilbao                                          | 1:3 Iñaki Williams (79.) | 0:1 Lionel Messi (19.) 0:2 Neymar (37.) 0:3 Lionel Messi (73.) | FC Barcelona | Aufstellung Athletic Bilbao gegen FC Barcelona |
| Athletic Bilbao                                          | Iraola (42.), Balenziaga (58.), Williams (67.), Aduriz (87.) | Piqué (41.), Neymar (88.), Busquets (89.) | FC Barcelona | Aufstellung Athletic Bilbao gegen FC Barcelona |
| Athletic Bilbao                                          | Spieler des Spiels: Lionel Messi | | FC Barcelona | Aufstellung Athletic Bilbao gegen FC Barcelona |
| 30. Mai 2015 um 21:30 (MESZ) Uhr in Barcelona (Camp Nou) | | |              |                                                |
| Ergebnis: 1:3 (0:2)                                      | | |              |                                                |
| Zuschauer: 97.000                                        | | |              |                                                |
| Schiedsrichter: Carlos Velasco Carballo                  | | |              |                                                |